# Palcochody

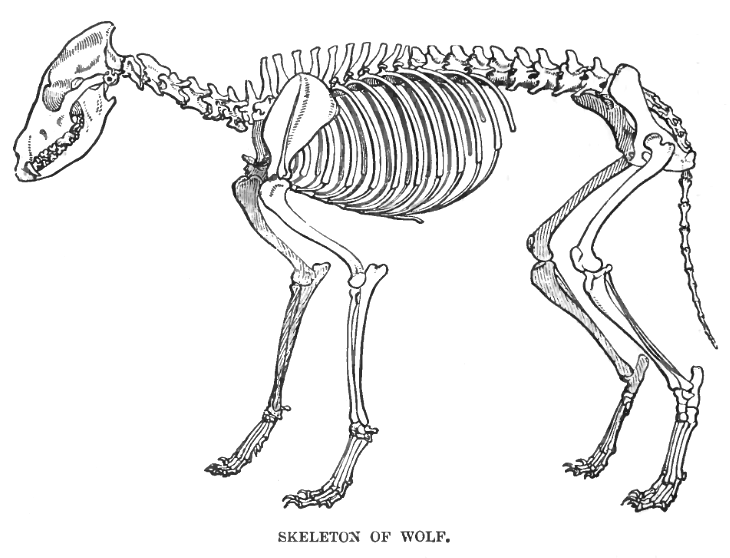
Szkielet wilka.
Wyraźne opieranie kończyn na członach palcowych.

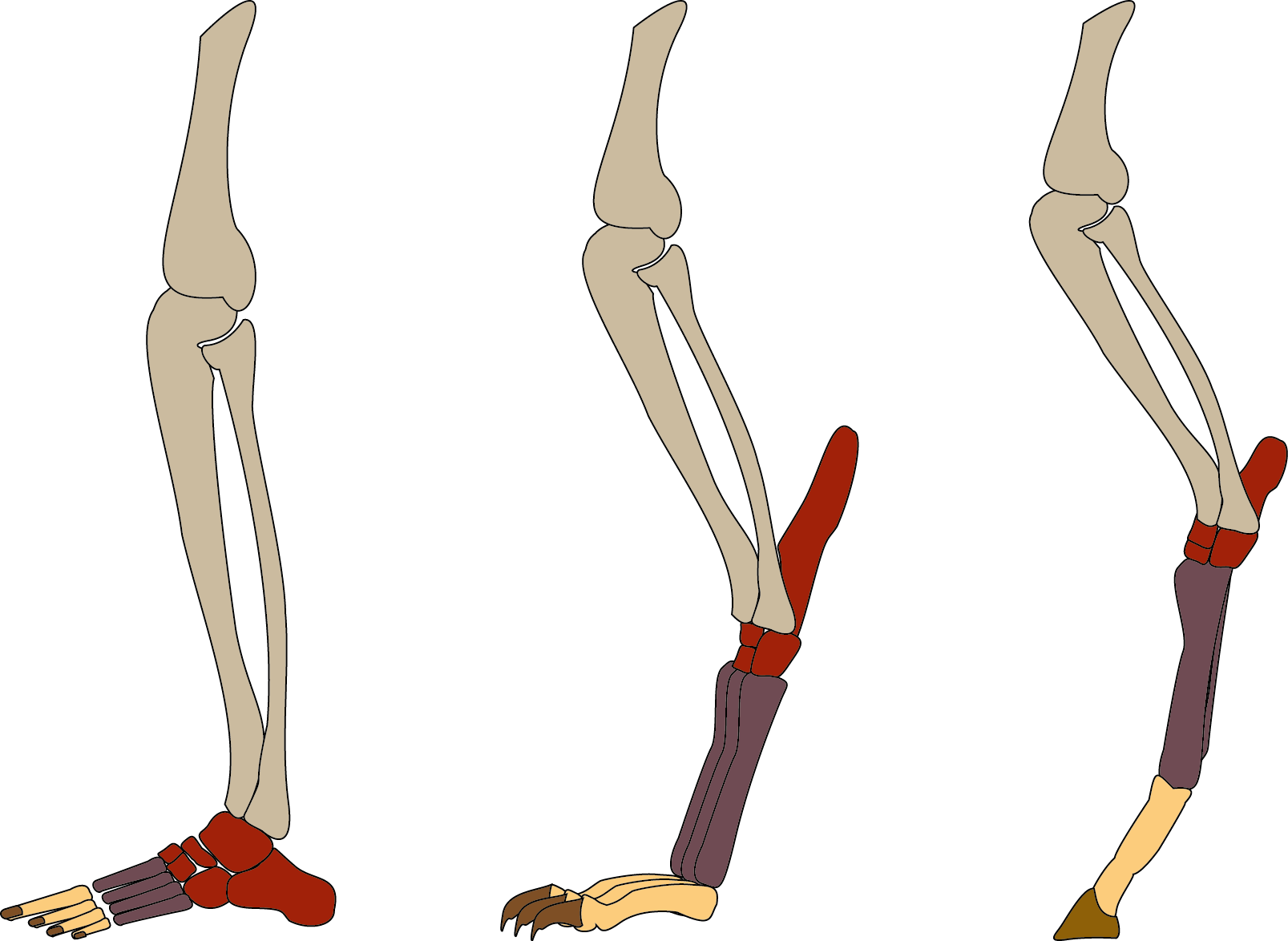
Różne rodzaje lokomocji u owodniowców. Od lewej do prawej: stopochodność, palcochodność i kopytochodność.

Palcochody (łac. digitigrada) – zwierzęta, których kończyny podczas stania bądź chodzenia kontaktują się z podłożem jedynie za pomocą członów palcowych. 
Do palcochodów zaliczane są ptaki, psowate, kotowate oraz wiele innych ssaków wyłączając stopochody (łac. plantigrada) np. naczelne, niedźwiedziowate oraz kopytochody (łac. unguligrada) np. koniowate, bydło.